# Каллиник (Думитриу)
Архиепи́скоп Калли́ник (рум. Arhiepiscop Calinic, в миру Констиантин Думитриу, рум. Constantin Dumitriu; 18 ноября 1957, Яссы) — епископ Румынской православной церкви, архиепископ Сучавский и Рэдэуцкий (Молдавская и Буковинская митрополия).

## Биография
Родился 18 ноября 1957 года в Яссах. С 1964 по 1974 года учился в Ясской общей школе № 2 им. Йона Крянги. С 1974 по 1978 год обучался в Ясском электротехническом лицее № 1. В 1978—1980 годах проходил военную службу.
В марте 1980 года в поступил в Монастырь Путна. В 1984 году был пострижен в монашество с именем Каллиник в честь святителя Каллиника Черникского.
В 1985—1989 годах обучался на факультете православного богословия им. Андрей Шагуны в Сибиу, который окончил со степенью лиценциата богословия за работу: «Притчи Иисуса по Иоакиму Еремиасу». Эта работа была позже напечатана в издательстве Anastasia в Бухаресте.
14 мая 1986 года в митрополичьем соборе в Яссах был рукоположен в сан иеродиакона митрополитом Молдавским Феоктистом (Арэпашу). 15 августа того же года в Монастыре Путна там же епископом был рукоположен в сан иеромонаха.
В период с 1980 по 1989 год нёс послушания в Монастыре Путна: был помощником эконома, музеографа, великого экклисиарха. В октябре 1990 года назначен настоятелем Монастыря Рышка с возведением в сан архимандрита.
25 января 1991 года решением Священного Синода Румынской православной церкви по предложению митрополита Молдавского и Буковинского Даниила (Чоботя) был избран викарным епископом Ясской архиепископии с титулом «Ботошанский». Назначение было подтверждено указом № 16 от 15 марта 1991 года. 25 марта того же года в митрополичьем соборе в Яссах был рукоположен во епископа Ботошанского. Хиротонию совершили: митрополит Молдавский и Буковинский Даниил (Чоботя), архиепископ Сучавский и Рэдэуцкий Пимен (Зайня) и епископ Романский Евфимий (Лука).
В 1992—1995 годах в частном порядке посещал курсы на медицинском факультете Михэилянской академии. С 1994 по 1998 год обучался на факультете права Ясского университета им. Петре Андрея, который окончил защитив работу по сравнительному законодательству в отношении пересадки органов. Также, в 1996—1998 годах проходил докторантуру по истории философии на кафедре истории философии и аксиологии философского факультета Ясского университета им. Александру Йоана Кузы, получив степень доктора философии 14 мая 1998 года с максимальным рейтингом за работу «Танатология в своих богословских и философских проекциях», написанную под руководством профессора Петре Думитреску. Работа, опубликованная в 1999 году в издательстве Cantes и получившая премию Румынской Академии. В 2000—2004 годах проходил докторантуру по эпистемологии и философии науки на кафедре логики и систематической философии философского факультета Ясского университета им. Александру Йоана Кузы, где 28 декабря 2004 года получил вторую степень доктора философии с максимальным рейтингом за работу на междисциплинарную тему «Логика Троицы», написанную под руководством академика и профессора Теодора Димы.
Немало трудов отдавал пастырско-миссионерскому служению на приходах Ясской епархии, деятельно противодействуя попыткам распространения протестантизма и раскольнических течений. Руководил программой «Ни одной деревни без церкви» (рум. Nici un sat fără biserică), которая состояла в выявлении и освящении мест для новых церквей, получении бесплатных проектов, информировании местных властей, а также поске различных спонсоров с финансовыми и материальными возможностями для поддержки текущих работ. В общей сложности за период с 1991 по 2015 год под его руководством был воздвигнут 381 храм; восстановлено 404 храма; расписано 365 храмов; построено 394 приходских дома, 462 общественных здания, 139 колоколен и 65 похоронных домов.
21 июня 2020 года решением Священного Синода был назначен архиепископом Сучавский и Рэдэуцким.